# Zamarada subincolaris
Zamarada subincolaris là một loài bướm đêm trong họ Geometridae.